# مؤسسه محب
موسسه محب، مؤسسه غیرانتفاعی ایرانی در بخش درمان می‌باشد. این موسسه در حال حاضر تحت نظر وزارت کشور به فعالیت می‌پردازد. مؤسسه محب مقام کارآفرین برتر ملی را در پنجمین جشنواره کارآفرینی کشور و تندیس جایزه ملی استراتژی را کسب کرده‌است.محب در هفدهمین جشنواره تحقیقاتی علوم پزشکی رازی به عنوان سازمان نمونه غیردولتی حامی پژوهش شناخته شده‌است.

## تاریخچه

### سالهای اول
مؤسسه محب در سال ۱۳۸۳ با راه اندازی ۱۶ تخت در یکی از بخش‌های بیمارستان شهید هاشمی نژاد فعالیت خود را آغاز نمود.سپس بیمارستان محب مهر در حیاط بیمارستان شهید هاشمی نژاد با ۱۷۵ تخت در طول ۱۸ ماه با استفاده از تسهیلات بانکی احداث شد.

### رشد و توسعه
به پیشنهاد رئیس‌جمهور وقت در مرداد ماه سال ۱۳۹۰ کلنگ احداث بیمارستان محب کوثر در زمینی به وسعت ۱۷۰۰ متر مربع در حیاط بیمارستان حضرت فاطمه در ۱۱ طبقه و بیمارستان جامع زنان محب یاس در حیاط بیمارستان میرزا کوچک خان با ۲۲ هزار مترمربع در ۸ طبقه، به زمین زده شد. در سال ۱۳۹۱ بیمارستان محب کوثر و در سال ۱۳۹۳ بیمارستان جامع زنان محب یاس با استفاده از تسهیلات بانکی به بهره‌برداری رسید.مؤسسه محب اولین قرارداد مابین وزارت بهداشت و بخش غیردولتی برای اداره بیمارستان‌ها را برای بیمارستان محب یاس منعقد نمود. در مدل مشارکت بخش دولتی و غیردولتی که برای ساخت این بیمارستان از آن استفاده شده، منابع مالی لازم برای طرح‌ها توسط بخش خصوصی تأمین می‌شود، بدون اینکه مالکیت به بخش خصوصی منتقل شود. شیوه بازپرداخت اصل و سود سرمایه‌گذار بخش خصوصی به‌صورت اجاره به شرط تملیک در مدت مورد توافق طرفین انجام می‌گیرد. ۷۰ درصد ظرفیت بیمارستان برای ارائه خدمت با تعرفه دولتی اختصاص یافته و بقیه آن برای بیمه‌های مکمل و توریسم‌درمانی در نظر گرفته شده‌است. پس از پایان مدت ۱۲ ساله قرارداد، بیمارستان جدید با همه تجهیزات به دانشگاه علوم پزشکی تهران واگذار خواهد شد.این قرارداد ادامه پیدا نکرد و زودتر از موعد به دانشگاه علوم پزشکی تهران واگذار گردید.
موسسه محب در سال ۱۳۹۵ بیمارستان آیت اله یثربی کاشان را تجهیز کرد و به بهره‌برداری رسانید. این بیمارستان هم‌اکنون متعلق به هیئت امنای صرفه جویی ارزی بیماران می‌باشد.
در سال ۱۳۹۷ کلنگ احداث دهکده گردشگری سلامت با ۷۶۰۰ متر زیربنا و ۶۰ اتاق بستری، ۸ سوئیت خدمات درمانی و اقامتی، فضاهای خدماتی، استخر آب درمانی، فیزیوتراپی و آزمایشگاه توسط مؤسسه محب در برغان استان البرز به زمین زده شد.

### امور پژوهشی
موسسه محب عنوان سازمان نمونه غیردولتی حامی پژوهش در هفدهمین جشنواره تحقیقاتی علوم پزشکی رازی را کسب کرده‌است.

### امور شرکتی
در اردیبهشت ۱۳۹۷ کترینگ غذای بیمارستانی توسط مؤسسه محب در گرمدره استان البرز افتتاح گردید.

## بیمارستان محب مهر
کلنگ ساختمان بیمارستان محب مهر در خرداد ۱۳۸۷در مساحت زمینی حدود ۱۲۰۰متر مربع در حیاط بیمارستان شهید هاشمی نژاد در حوالی میدان ونک تهران به زمین زده شد.ساخت این مرکز با استفاده از تسهیلات بانکی ۱۸ماه به طول انجامید و با حضور ریاست جمهور وقت افتتاح گردید. این بیمارستان دارای چهار طبقه پارکینگ با گنجایش ۱۲۰دستگاه اتومبیل و شش طبقه که شامل بخشهای مختلف بستری و اداری در متراژ حدود ۱۳۰۰۰متر مربع می‌باشد، بنا گردیده‌است. بیمارستان محب مهر با بیمه‌های پایه و مکمل قرار دارد.
این بیمارستان شامل ۱۷۴ تخت بستری در ۱۴بخش، ۱ بخش آنژیوگرافی و آنژیوپلاستی و ۱تالار جراحی با ۹ اتاق عمل می‌باشد.

## بیمارستان محب کوثر
در مرداد ماه سال ۱۳۹۰ کلنگ احداث بیمارستان محب کوثر در حیاط بیمارستان حضرت فاطمه در زمینی به وسعت ۳۷۰۰ مترمربع و در ۱۱ طبقه با زیر بنای ۱۷۰۰۰ مترمربع در منطقه یوسف آباد تهران به زمین‌خورد. با سرمایه‌گذاری موسسه محب از محل منابع تسهیلات بانکی طی مدت ۱۸ ماه در بهمن ۱۳۹۱ به بهره‌برداری رسید. سر انجام پس از ساخت این بیمارستان به هیئت امنای ارزی صرفه جویی بیماران واگذار گردید.
این بیمارستان با بهره‌گیری از ۱۲۸ تخت بستری، ۳۲ تخت ویژه، ۱۲اتاق عمل و واحدهای تشخیصی و بازتوانی است.

## بیمارستان محب یاس
در سال ۱۳۷۴ طرح ساخت یک بیمارستان جامع زنان در حیاط بیمارستان میرزا کوچک خان (بیمارستان شوروی سابق) که با قدمتی ۷۰ ساله در خیابان استاد نجات الهی شمالی واقع شده‌است، به تصویب دانشگاه علوم پزشکی تهران رسید. به علت محدودیت منابع دولتی طی ۱۶ سال، ۳ طبقه از اسکلت آن ساخته و پروژه متوقف شده بود. مقرر گردید موسسه محب پروژه را تکمیل نماید تا مورد بهره‌برداری قرار گیرد، بیمارستانی که در آن در سطوح پزشکی، پرستاری و خدمات بستری از بانوان بهره گرفته شود تا پس از بهره‌برداری، پروژه بیمارستانی بانوان در استان تهران باشد. سر انجام پس از ساخت این بیمارستان به دانشگاه علوم پزشکی تهران واگذار گردید. این بیمارستان نخستین بیمارستان دولتی بود که توسط بخش غیردولتی اداره گردید.
با توجه به تغییر استانداردهای ساخت بیمارستان و نیاز به طراحی مجدد، اسکلت قبلی به علت عدم استحکام کافی، تخریب شد و در همان محل " بیمارستان جامع زنان محب یاس " با ۲۲ هزار مترمربع بنا در ۸ طبقه احداث شد.